# Simo-Pekka Olli
Simo-Pekka Olli (Varkaus, 13 novembre 1985) è un ex pallavolista finlandese, di ruolo palleggiatore.

## Carriera

### Club
La carriera di Simo-Pekka Olli, prima schiacciatore, poi divenuto palleggiatore, inizia nel 1999 nel Kuortaneen, per poi passare nel 2003 al Mutalan Riento. Debutta nella Lentopallon SM-liiga nella stagione 2004-05 con il Raision Loimu, con cui vince la Coppa di Finlandia.
Nella stagione 2005-06 si trasferisce in Italia per giocare nel Sempre Padova, in Serie A1: dopo un'annata passata in Serie A2 tra le file dell'Olimpia Bergamo, torna nuovamente a Padova, per la stagione 2007-08, sempre in Serie A1.
Rientra in patria per il campionato 2008-09, ancora al Raision Loimu, dove resta fino all'inizio della stagione 2010-11, quando, a competizioni già iniziate, viene ingaggiato dall'Epikouros Polichnīs, squadre neopromossa nella Volley League greca.
Nella stagione 2011-12 si accasa a La Fenice Isernia, in Serie A2: tuttavia poco dopo l'inizio del campionato viene ceduto alla Callipo di Vibo Valentia, in Serie A1.
Per l'annata 2012-13 è ancora una volta al Raision Loimu, mentre in quella successiva firma per il Kokkolan Tiikerit, sempre nella massima divisione finlandese, con cui si aggiudica la Coppa di Finlandia: al termine della stagione annuncia il suo ritiro dall'attività agonistica.

### Nazionale
Esordisce nella nazionale finlandese nel 2005, anno in cui vince la medaglia d'argento all'European League, ottenendo anche il premio come miglior palleggiatore della manifestazione. Nel 2007 conquista il quarto posto al campionato europeo, mentre nell'edizione 2009 giunge al dodicesimo posto. Ottiene le ultime convocazioni in nazionale in occasione del campionato europeo 2013, senza però essere incluso nella lista dei quattordici giocatori che disputano la fase finale.

## Palmarès

### Club
- Coppa di Finlandia: 2

2004, 2013

### Nazionale (competizioni minori)
- European League 2005

### Premi individuali
- 2005 - European League: Miglior palleggiatore